# AIA Tranbjerg
AIA Tranbjerg bildades 1974 genom en sammanslagning av de två klubbarna AIA (Arbejdernes Idrætsklub Aarhus) och Tranbjergs IF i Århus Danmark.

## Handbollen i AIA[1]
Arbejdernes Idrætsklub Aarhus som stiftades den 17 augusti 1918 med idrottsgrenar fotboll, friidrott, gymnastik och cricket på programmet. Handbollen kom med senare. På1920-talet spelades handboll i AIA, men det var oorganiserat. 1937 anmäldes ett herrlag i handboll  till Jysk Håndbold Forbund. Det blev starten på den organiserade handbollen i AIA. Den 15 februari 1939 markerar den officielle start av handbollssektionen. Man bildade ett handbollsutskott och inte  en sektion bestående av tre medlemmar under huvudföreningen. Detta för att undersöka, om det fanns en bas för att upprätta en  handbollsavdelning. Det blev en lång prövotid, för först 1950 blev handbollssektionen självständig. Damhandboll tog sin början i klubben 1939. Då anmäldes 2 lag till Jyllands Handbollsförbund turnering. 1946 var man tvingad att sluta med damhandboll på grund av spelarbrist. Efter en del diskussioner beslutades på årsmötet1949   i AIA att återuppta damhandboll på programmet. 

### Sammanslagning och flyttning
På 1970-talet förde AIA förhandlingar om sammanslagning med först VIby men de blev inget av. Då vände AIA sig Tranbjerg Idrætsforening. AIA sökte en sammanslagning för att komma bort från sin gamla idrottsplats Åhavevej. Området saknade befolkningsunderlag och området skulle läggas ner vid ett vägbygge av en motorväg. Vid sammanläggningen med Tranbjerg Idrætsforening den 10 juni 1974 blev föreningsnamnet AIA-Tranbjerg. Man utövade badminton, bordtennis, fotboll, gymnastik, handboll, simning och tennis. 1979 flyttade föreningen till Grønløkkehallen. Innan hade träningen varit splittrad på flera hallar i Århus, Stadionhallen, simstadion, Viby-hallen, Rundhøjhallen och Tranbjerg Skola.

### Damhandbollens gyllene år
På 1970-talet blev damhandbollen föreningens framgångsrikaste sektion. Man tog sig åter till högsta serien och redan 1975-1976 vann man silver i danska mästerskapet (DM). Därefter blev det topplaceringar i högsta serien och flera titlar i danska cupen. Man deltog i Europacuper och tog sig till kvartsfinal - med resultatet stora ekonomiska underskott.
Klubben hade 8 landslagsspelare vid denna tid 1974-1991 som totalt spelade 350 landskamper och gjorde 573 må i landslaget.  Vibeke Nielsen 123 landskamper/341 mål, Jytte Möller Nielsen 85/116 och Bente Lauridsen  66/110. är de tre främsta. 1982 vinner klubbens damer DM. Under 80-talet vann klubben silver 1984 och 1989. 1992 åkte man ur högsta serien, några år senare till tredje serienivån. 1997/98 undviker man nedflyttning i Danmarksserien genom att vinna en kvalmatch. På pappret såg det ut som en uppflyttning då seriesystemet döptes om efter att damehåndboldligaen skapats. Då döptes andraligan om till 1:a division osv. 1998/99 blir det likväl en tur till Danmarksserien för klubben.  Man spelade bara en säsong där.Redan nästa säsong är man åter i division 2. Man spelade där till 2005/06 då klubben åkte ner i division 3 och där spelar man nu.

### Herrhandbollen
Herrarnas resultat är inte alls i nivå med damernas. Mer herrarna var motorn i klubbens handbollssektion under många år. 1938 -1950 hörde man till de sämre lagen förvisso. Först på  50-talet kom man upp i 1:a divisionen. Man vann också några Jyllandstitlar. Klubben hade Henning Schou i landslaget men han spelade bara tre landskamper och gjorde 3 mål 1953-1954. Fler spelare har varit i ungdomslandslaget. 1955 blev laget nedflyttat i division 2. På 1960-talet  man nere i division tre 1962 och 1968. Man spelade sedan i Jyllandsserien, men  spelade sig upp i Danmarksserien igen. Nu har man åter ramlat ner i Jyllandsserien.

## Fotbollen i AIA Tranbjerg
Klubben firade 100-årsjubileum 2018 och gav ut en skrift på 92 sidor som berättar föreningens fotbollshistoria.

### Fotnoter
1. ↑  ”AIA Tranbjerg håndbold historia”. Arkiverad från originalet den 21 februari 2019. https://web.archive.org/web/20190221054707/http://www.aia-tranbjerg.dk/haandbold/historie.html. Läst 20 februari 2019.
2. ↑  ”Haslund Info AIA Tranbjerg”. http://www.haslund.info/haandbold/20_dame/20_spillere/nievib.asp. Läst 20 februari 2019.
3. ↑  ”Haslund info / Henning Schou”. http://www.haslund.info/haandbold/10_herre/20_spillere/schhen.asp. Läst 20 februari 2019.
4. ↑  ”100 års magasin”. http://live-422-aia-tranbjerg.umbraco-proxy.com/media/1724/aia_100aars_magasin_web.pdf. Läst 21 februari 2019.